# 5767 (année hébraïque)
5767 (hébreu : ה'תשס"ז , abbr. : תשס"ז) est une année hébraïque qui a commencé à la veille au soir du 23 septembre 2006 et s'est finie le 12 septembre 2007. Cette année a compté 355 jours. Ce fut une année simple dans le cycle métonique, avec un seul mois de Adar. Ce fut la sixième année depuis la dernière année de chemitta.
En l'an 5767, l'État d'Israël a fêté ses 59 ans d'indépendance.

## Calendrier
Ce calendrier hébraïque de l'année 5767 donne les correspondances avec les dates du calendrier grégorien.
Le premier nombre dans chaque case correspond au jour du mois hébraïque. Les jours en couleurs sont des jours remarquables juifs ou israéliens.
| ◄◄ | 5767 | ►► |

## Décès
- Eliezer Waldenberg
- Uri Dan
- Saddam Hussein
- Teddy Kollek
- Yuri Shtern
- Zeev Schiff
- Gad Yaacobi

5762 - 5763 - 5764 - 5765 - 5766 - 5767 - 5768 - 5769 - 5770 - 5771 - 5772